# 纽波特郡足球俱乐部
新港郡足球會（英語：Newport County Association Football Club）是位於南威爾士纽波特的足球會，現時在英格蘭足球聯賽第四級的英格蘭足球乙級聯賽參賽。

## 歷史
原來的新港郡成立於1906年，是英格蘭足球聯賽丙組聯賽於1920年成立的創始成員。新港郡於1980年贏得威爾斯盃冠軍，從而出戰歐洲盃賽冠軍盃，並闖進半準決賽階段。球隊於1988年降班離開英格蘭足球聯賽，翌年2月27日更因欠債33萬英鎊而被解散。
同年7月球賽重組並加入「希臘足球聯賽」（Hellenic Football League）參賽，首年即贏得聯賽及盃賽雙料冠軍及升班到英格蘭足球南部聯賽。1994/95年球季新港郡錄得14場聯賽連勝記錄，以14分差距奪得南部足球联赛中部组冠軍，來季升班到英格兰南部足球联赛超级组。2004/05年球季聯賽進行重組，新港郡被置於英格蘭足球議會南部聯賽。2009/10年球季在尚餘7輪賽事新港郡已確定升班資格，最終取得破記錄的103分贏得冠軍錦標，比次席的多佛競技（Dover Athletic）多28分，升班到英格蘭足球議會全國聯賽。

## 大事紀年
| 年 份   | 事 項                                                                                          |
| ------- | ---------------------------------------------------------------------------------------------- |
| 1906-07 | 加入西部聯賽（Western League）；西部乙組聯賽冠軍                                               |
| 1912-13 | 加入南部乙組聯賽（Southern League Division Two）                                               |
| 1919    | 獲推選加入擴大的南部甲組聯賽（Southern League Division One）                                   |
| 1920-21 | 足球聯賽丙組南區聯賽（Football League Division Three South）創始成員                           |
| 1923-24 | 晉級威爾斯盃四強                                                                               |
| 1925-26 | 晉級威爾斯盃四強                                                                               |
| 1931    | 丙組南區聯賽排第廿一位，不獲重選維持席位                                                       |
| 1931-32 | 暫時取代預備隊的席位，加入南部聯賽西部分區（Southern League Western Section）                  |
| 1932-33 | 再次加入足球聯賽丙組南區聯賽                                                                   |
| 1936-37 | 晉級威爾斯盃四強                                                                               |
| 1937-38 | 晉級威爾斯盃四強                                                                               |
| 1938-39 | 丙組南區聯賽冠軍；升班乙組聯賽                                                                 |
| 1939-40 | 足球聯賽因二戰爆發暫停；晉級威爾斯盃四強                                                       |
| 1946-47 | 晉級威爾斯盃四強                                                                               |
| 1947    | 乙組聯賽排第廿二位，降班丙組南區聯賽                                                           |
| 1950-51 | 晉級威爾斯盃四強                                                                               |
| 1953-54 | 晉級威爾斯盃四強                                                                               |
| 1955-56 | 晉級威爾斯盃四強                                                                               |
| 1956-57 | 晉級威爾斯盃四強                                                                               |
| 1958-59 | 足球聯賽重組，獲置於丙組聯賽                                                                   |
| 1961-62 | 丙組聯賽排第廿四位，降班丁組聯賽                                                               |
| 1962-63 | 決賽兩回合1和1負，以1分對3分負於波魯治聯（Borough United），威爾斯盃亞軍                       |
| 1963-64 | 晉級威爾斯盃四強                                                                               |
| 1966-67 | 晉級威爾斯盃四強                                                                               |
| 1967-68 | 晉級威爾斯盃四強                                                                               |
| 1971-72 | 晉級威爾斯盃四強                                                                               |
| 1973-74 | 因選派不合資格球員上陣，聯賽被扣1分                                                            |
| 1975-76 | 晉級威爾斯盃四強                                                                               |
| 1979-80 | 決賽兩回合累計5-1擊敗梳士貝利，威爾斯盃冠軍；丁組聯賽排第三位，升班丙組聯賽                    |
| 1980-81 | 歐洲盃賽冠軍盃晉級半準決賽，兩回合累計2-3負於東德球隊卡爾斯耶拿出局；晉級威爾斯盃四強          |
| 1984-85 | 晉級威爾斯盃四強                                                                               |
| 1986-87 | 決賽2-2，重賽0-1負於梅瑟蒂德菲爾（Merthyr Tydfil），威爾斯盃亞軍；丙組聯賽排第廿四位，降班丁組 |
| 1987-88 | 丁組聯賽排第廿四位，降班議會聯賽                                                               |
| 1988-89 | 1989年3月中因債務問題被逐出議會聯賽，當季已進行的29場聯賽成績被取消                            |
| 1989    | 以「新港AFC」（Newport AFC）名義成立新球會取代已倒閉的新港郡（Newport County F.C.）            |
| 1989-90 | 加入第9級的希臘聯賽超聯組（Hellenic League Premier Division）；希臘聯賽超聯組冠軍              |
| 1990-91 | 加入南部聯賽中部組（Southern League Midland Division）                                         |
| 1994-95 | 中部組冠軍，升班超聯組（Premier Division）                                                     |
| 1996-97 | 超聯組排第廿一位，降班南部組（Southern Division）                                              |
| 1998-99 | 重置到中部組；中部組亞軍，升班超聯組                                                           |
| 1999    | 更名「新港郡AFC」（Newport County AFC）                                                        |
| 2002-03 | 決賽1-6負於域斯咸，FAW 超級盃亞軍                                                              |
| 2004-05 | 加入新成立的足球議會南部聯賽（Conference South）                                               |
| 2006-07 | 決賽0-1負於新聖徒，FAW 超級盃亞軍                                                              |
| 2007-08 | 決賽1-0擊敗拉尼利，FAW 超級盃冠軍                                                              |
| 2009-10 | 議會南聯賽冠軍，升班足球議會全國聯賽                                                           |
| 2011-12 | 決賽0-1負於約克城，足總錦標亞軍                                                                |
| 2012-13 | 議會全國聯賽排第三位，附加賽準決賽兩回合累計2-0淘汰，温布萊決賽2-0擊敗，升班英乙               |

資料來源：Football Club History Database
- NEWPORT COUNTY（1） （页面存档备份，存于） | NEWPORT A F C （页面存档备份，存于） | NEWPORT COUNTY （页面存档备份，存于）

## 球會近況
參見2015年至2016年英格蘭足球乙級聯賽
- 2015年6月6日，助理領隊韋恩·赫斯威爾（Wayne Hatswell）離任[2]。
- 2015年6月18日，主席兼大股東莱斯·斯卡丁（Les Scadding） 辭任並即時退出董事會，他自2012年入主球會後注入約125萬英鎊[3]。
- 2015年8月11日，新港郡球迷基金（Newport County's Supporters Trust）取得球會臨時控制權，東尼·普林（Tony Pring）擔任過渡時期主席[4]。
- 2015年10月1日，於大股東莱斯·斯卡丁（Les Scadding）送贈股分予新港郡球迷基金（Newport County's Supporters Trust）後，基金亦透過發行股本等的籌款活動，輕易超越19萬5千英鎊的目標，達到23萬6千英鎊，暫時投入作營運資金，等待英格蘭足球聯賽審批後，正式成為最新一支由球迷擁有的球會[5]。
- 2015年10月1日，在夏季於有限資金下重建球隊，領隊泰利·畢查（Terry Butcher）未能扭轉劣勢，10戰僅取得1勝2和，聯賽榜敬陪末席，終於在新港郡球迷基金籌集足夠資金等待正式接管球會時被辭退，助理領隊羅素·奧士文（Russell Osman）一同離隊[6]。
- 2015年10月2日，聘請前主帥约翰·谢里登（英语：John Sheridan (footballer)）（John Sheridan）接任領隊，執教至球季結束[7]。
- 2016年1月13日，領隊约翰·谢里登（英语：John Sheridan (footballer)）（John Sheridan）回巢任教舊東家奧咸[8]。
- 2016年1月15日，提升助理領隊華倫·費尼（Warren Feeney）接任領隊，是少於1年内第5任主帥[9]。

### 盃賽成績
| 圈數             | 日期           | 主／客   | 對賽球隊 | 紀錄                                       |
| 聯 賽 盃         | 聯 賽 盃       | 聯 賽 盃 | 聯 賽 盃 | 聯 賽 盃                                   |
| ---------------- | -------------- | -------- | -------- | ------------------------------------------ |
| 第一圈           | 2015年8月11日  | 客       | 狼隊     | 負1-2 （页面存档备份，存于）               |
| 聯 賽 錦 標      |                |          |          |                                            |
| 第一圈（南區西） | 2015年9月1日   | 主       |          | 負1-1 （页面存档备份，存于） （十二碼6-7） |
| 足 總 盃         |                |          |          |                                            |
| 第一圈           | 2015年11月8日  | 客       | 布拉克利 | 和2-2 （页面存档备份，存于）               |
| 第一圈（重賽）   | 2015年11月17日 | 主       | 布拉克利 | 勝4-1 （页面存档备份，存于）               |
| 第二圈           | 2015年12月5日  | 客       |          | 勝1-0 （页面存档备份，存于）               |
| 第三圈           | 2016年1月18日  | 主       |          | 負1-2 （页面存档备份，存于）               |

## 主場球場

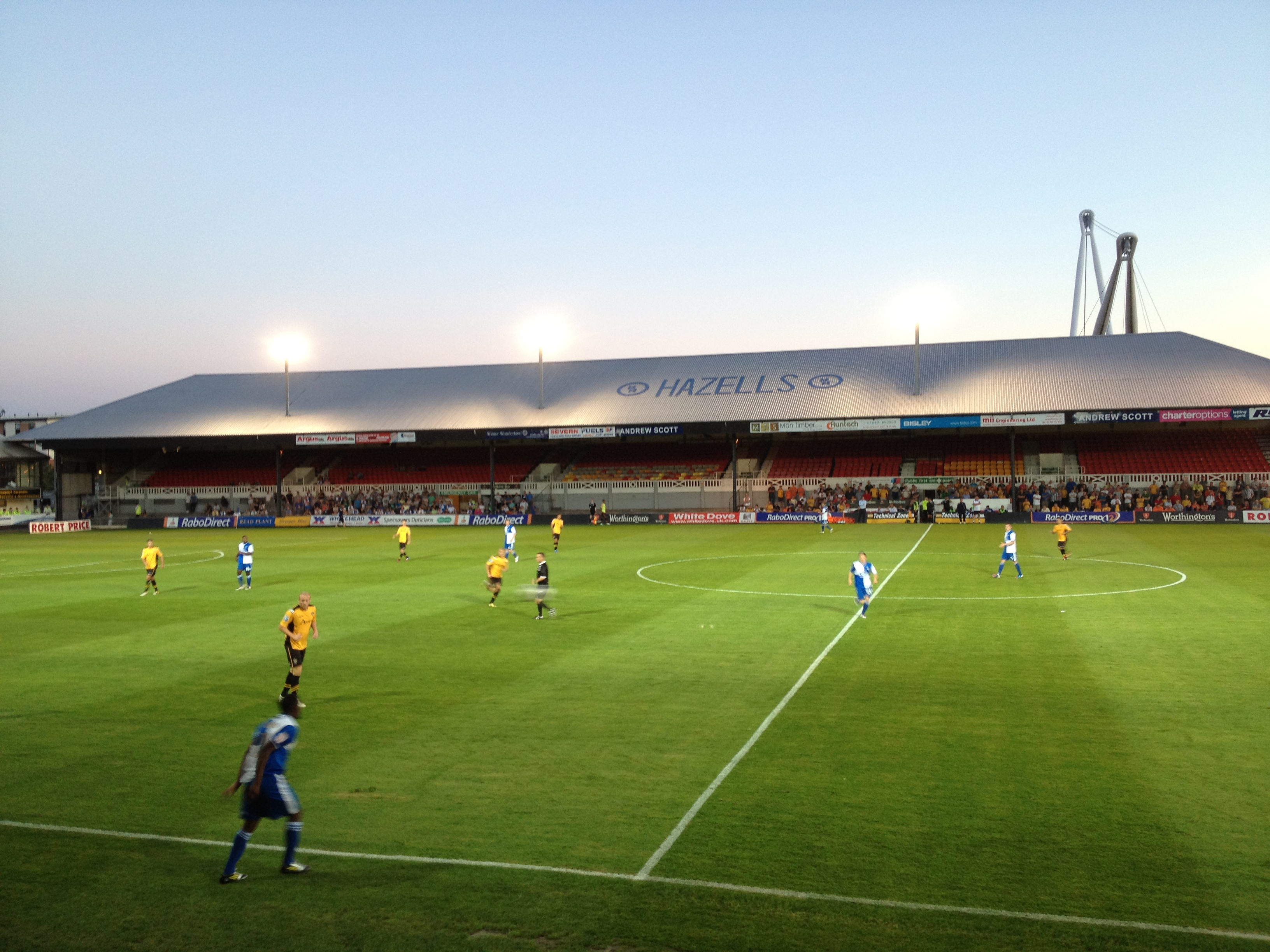
洛尼閱兵體育場西看台

洛尼閱兵體育場（Rodney Parade）是位於南威爾士纽波特的運動場，由「紐波特欖球會」全資擁有的｢洛尼閱兵有限公司｣（Rodney Parade Limited）負責營運。球場在市中心乌斯克河（River Usk）的東岸，是聯合式橄欖球球隊「紐波特欖球會」（Newport RFC）及地區代表｢紐波特格溫特龍｣（Newport Gwent Dragons）的根據地，亦是新港郡足球會的主場球場，但進行足球比賽時，球場容量會因安全規定而減少。
洛尼閱兵體育場設有兩個有蓋看台：兩層的｢希素（西）看台｣（Hazell Stand (west)）及｢必是利（東）看台｣（Bisley Stand (east)），分別位於球場草坪邊線的兩面。西看台的上層設有1,996個坐席，包括40個記者席，而下層則為階梯立席。東看台為全坐席共有2,526座，包括13個包廂內的144席。北階梯看台（North Terrace） 為露天立席，與西看台下層的露天階梯看台相鄰。而球場南端設有球員更衣室、媒體中心和供作客足球迷入座細小及露天的｢薛拿看台｣ （Sytner stand）。而在2013年12月在球場南端裝置大屏幕。

## 外部連結
- Newport County official website （页面存档备份，存于）
- Amber Army (Supporters' Trust) official website
- Newport County Supporters Club official website
- The Amber Terrace – photo & archive site （页面存档备份，存于）
- Newport County playing kits archive （页面存档备份，存于）
- Old Newport County shirts （页面存档备份，存于）
- Tangerine Tommy